# Statcoulomb
Statcoulomb (oznaka statC) je enota za merjenje naboja v CGS sistemu enot (elektrostatska enota naboja ESU). Znana je tudi kot franklin.
Statcoulomb je določen kot
1 statC = 1 g1/2 cm3/2 s−1 = 1 erg1/2 cm1/2.
V sistemu SI je odgovarjajoča enota coulomb. Med coulombom in statcoulombom je naslednje zveza
1 C = 2 997 924 580 statC.

## Definicija statcoulomba
Kadar sta dva naboja z velikostjo 1statC na razdalji 1 cm se privlačita ali odbijata s silo 1 dine. Sila med nabojema je določena s Coulombovim zakonom, ki je v Gausovem cgs sistemu enot:
{\displaystyle F={\frac {q_{1}q_{2}}{r^{2}}}\!\,,}
kjer je
- {\displaystyle F\,} sila med nabojema
- {\displaystyle q_{1}\,} velikost prvega naboja
- {\displaystyle q_{2}\,} velikost drugega naboja
- {\displaystyle r\,} razdalja med nabojema

Coulombov zakon v sitemu SI pa zapišemo malo drugače:
{\displaystyle F={\frac {q_{1}q_{2}}{4\pi \epsilon _{0}r^{2}}}\!\,,}
kjer je 
- {\displaystyle F\,} sila med nabojema
- {\displaystyle q_{1}\,} velikost prvega naboja
- {\displaystyle q_{2}\,} velikost drugega naboja
- {\displaystyle r\,} razdalja med nabojema

V vakuumu velja:
{\displaystyle c^{2}={\frac {1}{\epsilon _{0}\mu _{0}}}\!\,,}
kjer je 
- {\displaystyle \epsilon _{0}\,} influenčna konstanta
- {\displaystyle \mu _{0}\,} indukcijska konstanta
- {\displaystyle c\,} hitrost svetlobe